# Folha de Blumenau
O jornal Folha de Blumenau foi um periódico de jornalismo de Blumenau, Santa Catarina, em atividade de 2006 a 2012, com foco em notícias de Blumenau e região. A edição zero do jornal impresso foi lançada em 8 de março de 2006. Inicialmente com periodicidade semanal, passou a circular com duas edições por semana a partir de 2007, às quartas-feiras e aos sábados. Em 2009, teve a periodicidade alterada para três edições por semana, sendo publicado às terças-feiras, às quintas-feiras e aos sábados. A partir de 1º de outubro de 2010 a empresa investiu na edição digital.
No período em que atuou, tornou-se o principal concorrente do Jornal de Santa Catarina, também de Blumenau, que tinha alcance em todo o Vale do Itajaí, estimulando a regionalização gradual do Santa a partir de 2006. A Folha de Blumenau foi fundada e dirigida pelo jornalista Aniceto Luiz Mund, também fundador da editora de revistas Mundi, de Blumenau. 